# أندرو مندونسا
أندرو مندونسا (بالهولندية: Andrew Mendonça)‏ هو لاعب كرة قدم هولندي، ولد في 9 يوليو 2000. لعب مع Jong PSV ‏.

## روابط خارجية
- أندرو مندونسا على موقع قاعدة بيانات كرة القدم.إي يو (الإنجليزية)
- أندرو مندونسا على موقع Soccerway.com (الإنجليزية)